# Спряжение
Спряже́ние — изменение глаголов по наклонениям, временам и лицам, а в прошедшем времени и сослагательном наклонении в единственном числе — по родам (вместо изменения по лицам), а также по другим грамматическим категориям. Некоторые считают вид глагола также словоизменительной категорией. В русском языке глаголы спрягаются по лицам только в изъявительном наклонении в настоящем и будущем времени. В прошедшем времени и в условном наклонении глаголы изменяются по родам и числам.
Спряжение как глагольное словоизменение в парадигматике языка противопоставляется системе склонения. Формы спряжения могут быть синтетическими и аналитическими.
Некоторые учёные определяют спряжение как совокупность всех глагольных форм, в том числе именных.

## Спряжения в конкретных языках
Системы спряжения в разных языках различаются числом времён и наклонений. Например, в современном русском языке 3 времени и 3 наклонения; в древнегреческом — 7 времён и 4 наклонения; в некоторых индейских языках Северной Америки (например, хопи) более 9 наклонений. 
В спрягаемой форме глагола могут выражаться не только названные выше категории, но и характер синтаксических связей глагола-сказуемого с дополнением и подлежащим. Так, в венгерском языке различаются объектное и безобъектное спряжение (láto-k — «я вижу», láto-m — «я вижу (этот определённый предмет)»). 
В некоторых языках эргативного строя глаголы имеют две парадигмы лица — эргативную и абсолютную.

## Спряжения в русском языке
В современном русском языке в зависимости от личных окончаний глаголы делятся на два продуктивных типа спряжения, которые традиционно обозначаются римскими цифрами — первое (I) и второе (II).
Если ударение падает на окончание глагола, то спряжение определяется на слух по окончанию. Если ударение падает на основу и личные окончания на слух различить трудно, то спряжение определяется по неопределённой форме.
К I спряжению относятся глаголы, инфинитив которых оканчивается на «-еть, -ать, -оть, -ять, -овать, -евать, -ывать, -ивать, -нуть, -ть, -ти, -чь», а также несколько глаголов на «-ить»: «брить, стелить, зиждиться, зыбиться» (и образованные от них). При спряжении такие глаголы имеют окончания:
- 1-е лицо: ед. ч. — «-у» («ю»), мн. ч. — «ем» («-ём»)
- 2-е лицо: ед. ч. — «-ешь» («ёшь»), мн. ч. — «-ете» («ёте»)
- 3-е лицо: ед. ч. — «-ет» («ёт»), мн. ч. — «-ут» («ют»).

Глаголы II спряжения имеют окончания:
- 1-е лицо: ед. ч. — «-у» («ю»), мн. ч. — «-им»
- 2-е лицо: ед. ч. — «-ишь», мн. ч. — «-ите»
- 3-е лицо: ед. ч. — «-ит», мн. ч. — «-ят» («-ат»).

К ним относятся:
- глаголы, оканчивающиеся на «-ить» (кроме «брить, стелить, зиждиться, зыбиться» и образованных от них);
- некоторые глаголы на «-еть»: «вертеть, видеть, зависеть, смотреть, ненавидеть, обидеть, терпеть» (и образованные от них);
- некоторые глаголы на «-ать»: «гнать, дышать, держать, слышать» (и образованные от них);
- остальные глаголы с безударными личными окончаниями относятся к I спряжению.

Несколько глаголов имеют нехарактерную (архаическую) для глаголов I и II спряжений систему окончаний: «дать, есть, создать, надоесть» (и производные от них: «съесть, поесть, воссоздать» и пр.).
К непродуктивным типам спряжения относятся так называемые разноспрягаемые глаголы. Некоторые из них имеют часть форм от первого спряжения, а часть от второго: «бежать, хотеть». Или имеют формы на выбор «чтить — чтут / чтят», также «сыпать — сыплют / сыпят» (согласно словарю Лопатина), «трепать, щипать» и ряд других. В современных справочниках и словарях брезжить уже относится ко второму спряжению, ранее он имел формы по первому спряжению.
Особую форму также имеет глагол-связка быть, потому что он спрягается только в будущем времени с другим корнем: «я буду, ты будешь, он/она/оно будет, мы будем, вы будете, они будут».

## История
Система спряжения исторически изменчива. Например, спряжение современного русского языка — результат упрощения более сложной системы спряжения древнерусского языка, в которой категории времени и вида ещё не были полностью расчленены; система времён содержала, кроме настоящего, 4 прошедших и 2 будущих; во всех временах глаголы различались по лицам; имелось 3 парадигмы числа — единственное, множественное, двойственное.